# Manuel Maria Portela
Manuel Maria Portela (Setúbal, 8 de dezembro de 1833 — Setúbal, 28 de fevereiro de 1906) foi um poeta, jornalista e estudioso e divulgador da história de Setúbal.

## Biografia
Nascido a 8 de dezembro de 1833, filho de Manuel Rodrigues Portela e Doroteia Angélica Perdigão, Manuel Maria Portela começou a colaborar na imprensa a partir dos trinta anos, inicialmente com poesia, mais tarde com prosa sobre Setúbal, a sua região e a sua história.

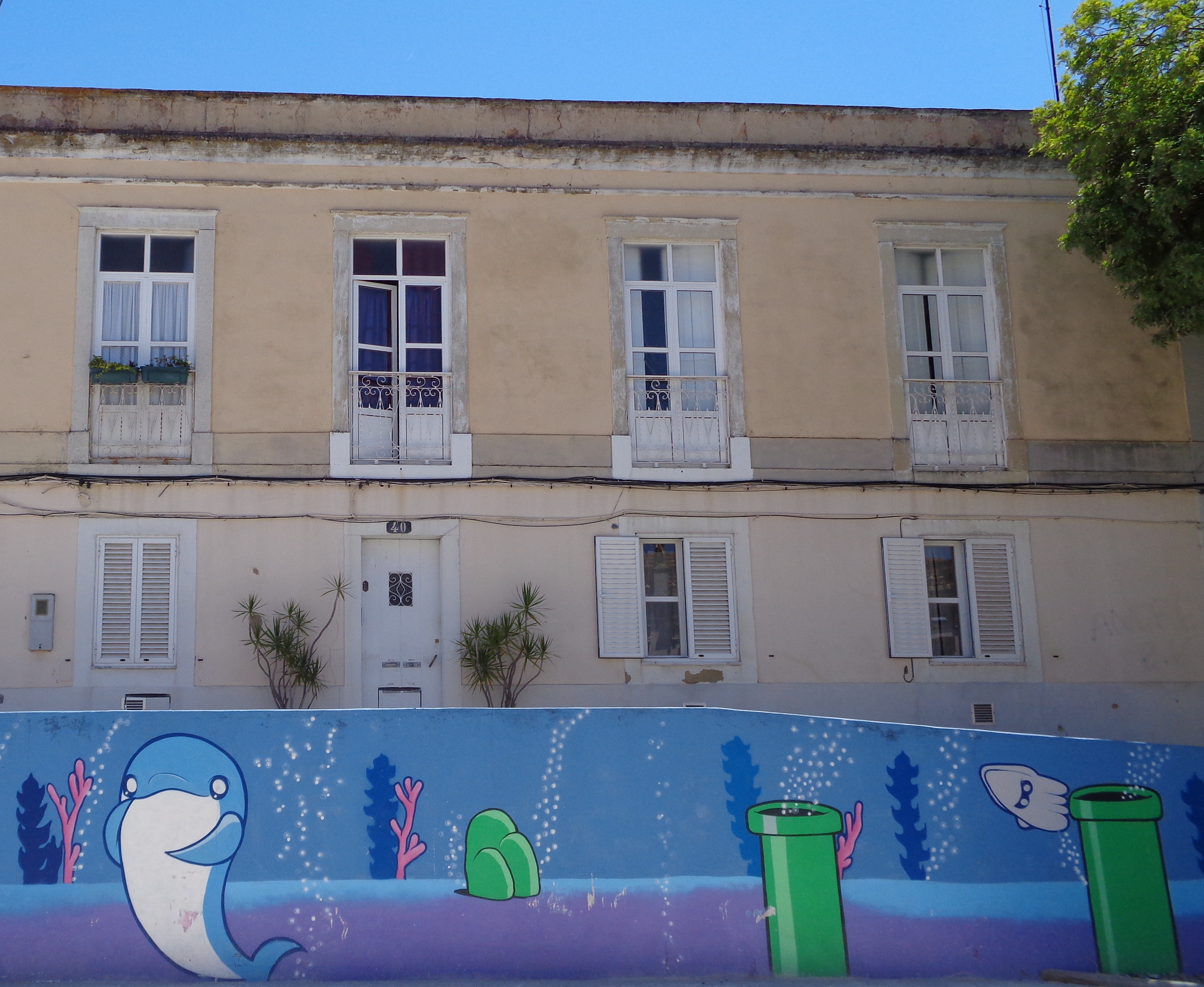
Casa onde viveu e faleceu

Foi colaborador do jornal Correio de Setúbal e redactor da Voz do Progresso (1864) e do Jornal de Setúbal desde a sua fundação, em 1866. Em 1872 assumiu o cargo de redactor principal da Gazeta Setubalense.
O seu primeiro livro, Ensaios poéticos, foi publicado em 1865.
Promotor activo da obra e da memória de Bocage, foi o principal promotor da colocação, em 10 de abril de 1864, de uma lápide na casa onde o poeta nasceu. Nesta casa encontra-se hoje instalado um núcleo do Museu de Setúbal, a Casa de Bocage e esteve presente desde o primeiro momento no movimento que conduziu à edificação de uma estátua do poeta em Setúbal.
Empregado da Câmara Municipal de Setúbal, Portela reuniu informação para a história de Setúbal que utilizou nos artigos e obras que publicou.
Contribuiu com abundantes informações para o capítulo sobre Setúbal da obra de Pinho Leal Portugal Antigo e Moderno, tendo editado, em 1895, um conjunto de anotações sobre esse mesmo capítulo.
Os resultados da sua pesquisa documental nos arquivos do município de Setúbal foram igualmente utilizados por Alberto Pimentel para a elaboração da obra Memória sobre a história e administração do município de Setúbal.
Faleceu, em 28 de fevereiro de 1906, na sua casa sita na Rua Nova de São João, em Setúbal.

## Homenagens

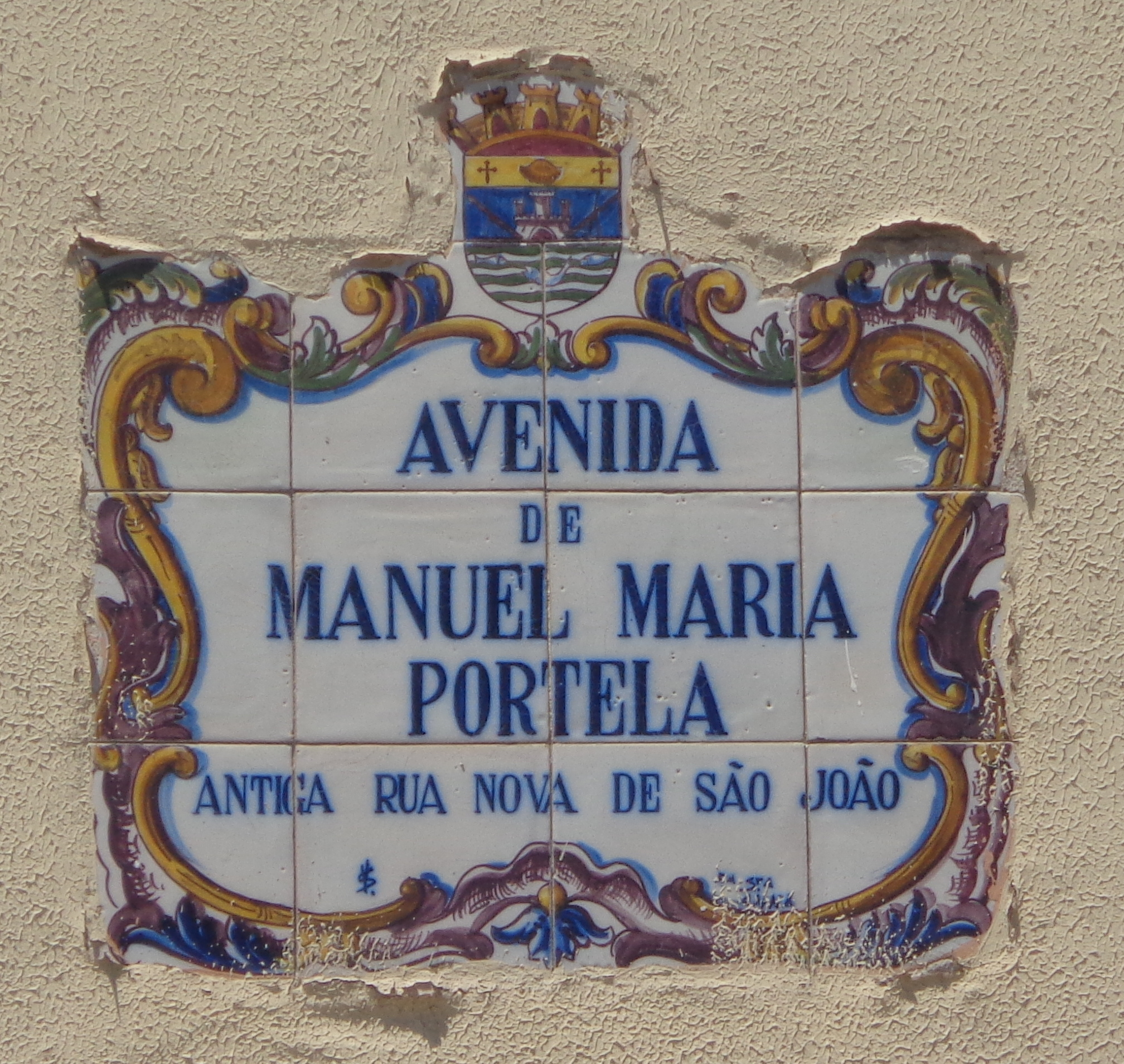
Avenida Manuel Maria Portela

A Câmara Municipal de Setúbal homenageou-o atribuindo o seu nome à artéria da cidade onde viveu e faleceu.
Está representado no Tríptico dos Setubalenses Ilustres, no painel central.

## Obras publicadas
- Ensaios poéticos: poesia. Lisboa, Tipografia do Panorama, 1865.
- Hino do Liceu Municipal Setubalense. Música de António do Nascimento e Oliveira. Lisboa, Tipografia Universal, 1869.
- Homenagem à memória do poeta Manuel Maria Barbosa du Bocage. Lisboa, Tipografia Portuguesa, 1871.
- Prefácio aos Enigmas poéticos, de Frei Francisco de Santo Inácio Carvalho. Rio de Janeiro, 1879.
- Ao Summo Pontífice Leão XIII: Hino. Música de António do Nascimento e Oliveira. Lisboa, Litografia Aliança, 1880.
- Notícia dos monumentos nacionais e edifícios e lugares notáveis do concelho de Setúbal. Lisboa, Matos Moreira & Cardosos, 1882.
- Os ecos do ermo, 1882.
- Lírica e lendas do Brasil. 1884.
- Anotações ao capítulo sobre Setúbal no Portugal Antigo e Moderno. Setúbal, Tipografia da Casa Havaneza, 1895.
- Diário histórico setubalense. Setúbal, Tipografia Simões, 1915.[8]